# AF-S

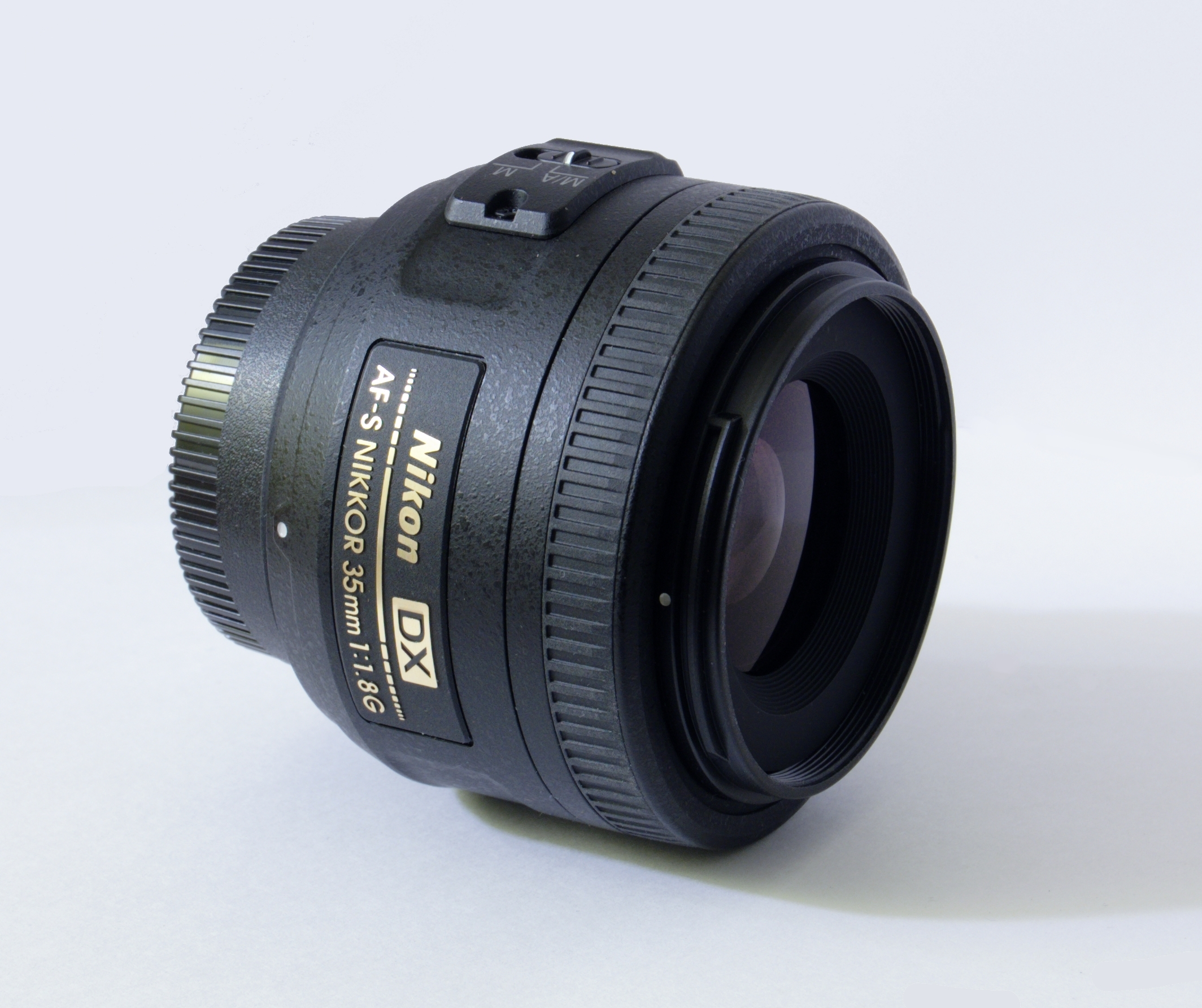

AF-S(AutoFocus-Silent)는 Nikkor 렌즈 중 초음파 모터로 AF를 구동하는 렌즈를 뜻한다. SWM(Slient Wave Moter)라는 명칭으로 렌즈 외관, 설명서에 표시되기도 한다(SWM을 모델명의 접두사로는 사용하지 않는다). 캐논의 USM(Ultrasonic Moter)와 동일한 의미를 가지고 있다.

## 특징
AF-S 렌즈는 비 AF-S 렌즈(바디의 모터를 이용하여 AF 구동)의 소음과 AF속도를 현격히 개선한 것이다. 전력 소모가 적으며, AF가 굼뜨지 않고 신속하다. 또한 거의 AF 구동음을 느낄 수 없다.
초음파 모터는 외부 환경 변화에 약하다는 단점을 가지고 있다.
니콘 D40, D5000시리즈, D3000시리즈의 경우 AF-S, AF-I 렌즈군 또는 렌즈 내부에 AF용 모터가 장착된 렌즈를 장착했을때만 AF를 사용할 수 있어 렌즈 제약이 크다. 이것은 특히 호평받는 Nikkor 렌즈(단렌즈의 대부분)를 사용할 수 없다는 점에서 큰 결점으로 지적된다. AF 모터 비내장 렌즈 사용시 노출계는 동작한다.

## 렌즈 모델
- AF-S DX Zoom-Nikkor 10-24mm F/3.5-4.5G IF-ED
- AF-S DX Zoom-Nikkor 12-24mm F/4G IF-ED
- AF-S Zoom-Nikkor 14-24mm F/2.8G IF-ED N
- AF-S Zoom-Nikkor 16-35mm F/4G IF-ED N
- AF-S Zoom-Nikkor 17-35mm F/2.8G IF-ED
- AF-S DX Zoom-Nikkor 18-55mm F/3.5-5.6G ED(속칭 애기번들)
- AF-S DX Zoom-Nikkor 18-55mm F/3.5-5.6G ED II(속칭 애기번들 투)
- AF-S DX Zoom-Nikkor 18-70mm F/3.5-4.5G IF-ED(속칭 아빠번들)
- AF-S DX VR Zoom-Nikkor 18-105mm F/3.5-5.6G IF-ED(속칭 할매번들)
- AF-S DX Zoom-Nikkor 18-135mm F/3.5-5.6G IF-ED(속칭 할배번들)
- AF-S DX VR Zoom-Nikkor 18-200mm F/3.5-5.6G ED
- AF-S DX Zoom-Nikkor 55-200mm F/4-5.6G ED(속칭 애기망원)
- AF-S VR Zoom-Nikkor 24-120mm F/3.5-5.6G IF-ED
- AF-S Zoom-Nikkor 24-70mm F/2.8G IF-ED N
- AF-S VR Zoom-Nikkor 24-120mm F/4G IF-ED N
- AF-S VR Micro-Nikkor 105mm F/2.8G IF-ED(속칭 105VR)
- AF-S Zoom-Nikkor 28-70mm F/2.8D IF-ED
- AF-S DX Zoom-Nikkor 17-55mm F/2.8G IF-ED
- AF-S VR Zoom-Nikkor 70-200mm F/2.8G IF-ED
- AF-S VR Zoom-Nikkor 70-300mm F/4.5-5.6G IF-ED
- AF-S Micro-Nikkor 60mm F/2.8G IF-ED N
- AF-S VR Nikkor 200mm F/2G IF-ED

여기에 모든 AF-S 렌즈군을 기재하지 않았다.
모든 AF-S 렌즈의 AF속도가 일반 비 AF-S 렌즈보다 빠르며 무음의 AF를 수행하지만, 속도는 제품마다 차이가 있다. 예컨대 D50의 번들렌즈인 AF-S DX Zoom-Nikkor 18-55mm의 전반적인 AF속도는 AF-S DX Zoom-Nikkor 17-55mm보다 떨어진다. 일반적으로 고급 AF-S 장망원 렌즈의 AF속도가 가장 신속하다.

## 같이 보기
- 니콘 F 마운트
- Nikkor